# 阿吉拉尔德科德斯
阿吉拉尔德科德斯（西班牙語：Aguilar de Codés）是西班牙纳瓦拉的一个市镇。总面积19平方公里，总人口99人（2001年），人口密度5人/平方公里。